# Rong (volk)
De Rong, Xirong of Westelijke Di zijn een volk uit de Chinese oudheid dat vooral een belangrijke rol speelde tijdens de Zhou-dynastie. Zij werden als barbaars beschouwd.
De Rong waren vooral verspreid over de noordelijke hooglanden. Zij worden onderverdeeld in onder meer:
- Jiang Rong die in het gebied van de huidige provincie Gansu woonden en oorlog voerden tegen de Zhou-koning Xuan;
- Tiao Rong die in het gebied van de huidige provincie Shanxi woonden en eveneens oorlog voerden tegen koning Xuan;
- Bei Rong die vooral in omgeving van de staten Jin, Zheng, Qi en Xu leefden;
- Shan Rong die vooral in omgeving van de staten Yan en Qi leefden;
- Li Rong die over alle staten verspreid waren;
- Quan Rong die over alle staten verspreid waren en die mede verantwoordelijk waren voor de aanval op de hoofdstad van de Westelijke Zhou-dynastie Hao en de moord op de Zhou-koning Zhou Youwang;
- Luhun Rong die over alle staten verspreid waren;
- Yiluo Rong die over alle staten verspreid waren en hoofdstad van de Oostelijke Zhou-dynastie Luoyang bedreigden.

Er is weinig bekend over hun specifieke culturele en etnische achtergrond. omdat de beschikbare bronnen te beperkt en onduidelijk zijn.